# Philomides
Philomides is een geslacht van vliesvleugeligen uit de familie Perilampidae. De wetenschappelijke naam van dit geslacht is voor het eerst geldig gepubliceerd in 1862 door Haliday.

## Soorten
Het geslacht Philomides omvat de volgende soorten:
- Philomides abercornensis Risbec, 1958
- Philomides aethiopicus Masi, 1939
- Philomides flavicollis Cameron, 1905
- Philomides frater Masi, 1927
- Philomides gigantea (Risbec, 1951)
- Philomides hoggariensis Ferrière, 1968
- Philomides indicus Girish Kumar & Narendran, 2008
- Philomides metallicus Risbec, 1958
- Philomides paphius Haliday, 1862